# 練馬区立中村小学校
練馬区立中村小学校（ねりまくりつなかむらしょうがっこう）は、東京都練馬区にある公立の小学校である。

## 校歌
作詞･作曲：池澤一志

## 所在地・アクセス
所在地：東京都練馬区中村二丁目8-1
- 西武池袋線 中村橋駅より徒歩13分
- 西武新宿線 都立家政駅北口より徒歩14分

## 沿革
- 1946年（昭和21年）10月1日 - 豊玉国民学校中村分校として授業開始
- 1947年（昭和22年）
  - 4月1日 - 板橋区立中村小学校として独立開校、児童数658名
  - 8月1日 - 練馬区独立に伴い練馬区立中村小学校と校名変更
- 1949年（昭和24年）5月29日 - 後援会「母の会」を母体に、中村小PTA結成
- 1958年（昭和33年）
  - 5月1日 - 児童数1451名
  - 11月1日 - 中村小分校開設（児童数275名）
- 1959年（昭和34年）
  - 4月1日 - 中村西小学校独立開校
  - 4月20日 - 講堂兼体育館完成
- 1961年（昭和36年）7月21日 - プール完成
- 1965年（昭和40年）3月5日 - 鉄筋校舎9教室竣工
- 1966年（昭和41年）2月18日 - 区研究協力校（体育科）研究発表会
- 1970年（昭和45年）3月5日 - 鉄筋校舎増築完成9教室
- 1971年（昭和46年）7月28日 - 第1回山形ふるさと学校（以後20年続く）
- 1974年（昭和49年）
  - 3月31日 - 体育館、普通教室8、特別教室5、保健室、給食室完成
  - 4月1日 - 知的障害「かしわ」学級、訪問学級を中村中学校内に開設
- 1975年（昭和50年）
  - 3月31日 - 管理棟、普通教室4、特別教室1、完成
  - 11月4日 - 中庭に教材園、花壇、池、築山完成
  - 11月7日 - 「かしわ学級・訪問学級」研究発表会
- 1976年（昭和51年）4月1日 - 「かしわ学級・訪問学級」練馬第三小学校へ移設
- 1977年（昭和52年）11月2日 - 鳥小屋完成
- 1979年（昭和54年）
  - 3月15日 - 防球ネット・校庭遊具・屋外トイレ完成
  - 10月28日 - 第三地区祭に6年生鼓笛パレード参加（これから毎年参加）
- 1980年（昭和55年）5月1日 - 普通教室6、プール更衣室増築完成
- 1985年（昭和60年）
  - 10月1日 - 交通安全警視庁交通部長賞受賞
  - 11月28日 - 都教委学校安全努力校受賞
- 1986年（昭和61年）11月7日 - 給食室増改築工事完成
- 1987年（昭和62年）
  - 5月12日
    - 文部省指定帰国子女教育受け入れ推進地域センター校となる
    - 日本語指導教室開校
- 1988年（昭和63年）4月4日 - 校庭防球ネット完成
- 1989年（平成元年）4月1日 - 校庭改修工事完成
- 1991年（平成2年）4月1日 - プール工事完成
- 1993年（平成4年）12月14日 - 緑化工事完成
- 1995年（平成6年）
  - 9月14日 - 窓枠改修工事完成
  - 11月14日 - 練馬区帰国子女教育実践報告会
- 1995年（平成7年）4月1日 - TT（理科）教員配置
- 1996年（平成8年）
  - 3月4日 - 生活科砂場完成
  - 9月20日 - 屋上改修工事完成
  - 11月19日 - 東京都小学校新聞教育研究大会開催
- 1997年（平成9年）7月25日 - 「新少年使節団」奄美名瀬小学校へ派遣（校長他30名）
- 1998年（平成10年）
  - 2月9日 - 東京都良い歯の学校表彰15年連続表彰
  - 5月27日 - フランス・ストラスブール市からマロニエの寄贈・植樹
- 1999年（平成11年）7月21日 - 奄美名瀬小学校児童来校（校長他28名）
- 2000年（平成12年）3月1日 - コンピュータ室完成
- 2003年（平成15年）
  - 2月10日 - 道徳授業地区公開講座開始
  - 7月22日 - 「新少年使節団」奄美名瀬小学校へ派遣（校長他42名）
  - 10月26日 - 中村東ふれあいフェスタ始まる。
- 2004年（平成16年）
  - 4月1日 - 少人数指導（算数）指導開始
  - 4月24日 - NHK「親と子のTVスクール」本校から生放送
  - 6月11日 - 練馬区教育研究校「国語（話すこと・聞くこと）」第1回研究発表会
  - 9月15日 - 体育館耐震工事、特別教室アスベスト撤去工事
  - 10月22日 - 第2回研究発表会
- 2005年（平成17年）
  - 2月8日 - 第3回研究発表会
  - 10月5日 - 校庭芝生化工事開始、屋上改修
- 2006年（平成18年）3月13日 - 芝生完成オープンセレモニー
- 2008年（平成20年）8月5日 - 全普通教室空調機設置工事
- 2009年（平成21年）2月21日 - 特別教室扇風機設置工事
- 2010年（平成22年）2月17日 - 地上デジタル放送対応工事
- 2011年（平成23年）10月28日 - 東京都教育委員 瀬古利彦 視察のため来校
- 2012年（平成24年）6月17日 - 中村かしわ公園開園式
- 2013年（平成25年）3月20日 - 歴史館普通教室化工事
- 2014年（平成26年）7月28日 - 「奄美少年使節団3」奄美大島名瀬小学校へ派遣
- 2015年（平成27年）3月 - 北校舎東側階段 リフト設置工事
- 2018年（平成30年）7月10日 - 北校舎屋上および外壁等改修工事

## 著名な出身者
- 鈴木駿輔（プロ野球選手）
- 湯浅洋（実業家、プロデューサー、FreoMotto取締役、元AKB48・SKE48劇場支配人）